# 澤温
澤 温（さわ ゆたか、1947年12月18日 - ）は日本の医学者、精神科医。医学博士（名古屋保健衛生大学・1983年）。

## 略歴
- 兵庫県出身[1]
- 1972年 慶応義塾大学医学部 卒業
- 1977年 名古屋保健衛生大学医学部精神神経科 助手
- 1978年 医療法人北斗会北斗会看護専門学校 非常勤講師
- 1983年 医学博士（名古屋保健衛生大学）[2]
- 1984年 藤田学園保健衛生大学医学部精神神経科 講師（～1986年12月）
- 1985年 ロンドン大学神経研究所
- 1986年 藤田学園保健衛生大学医学部精神神経科 客員助教授（～1988年3月）
- 1986年 10月 医療法人北斗会さわ病院 副院長（～1987年12月）
- 1987年 4月   医療法人北斗会北斗会看護専門学校 学校長（～2003年3月）
- 1987年 12月 医療法人北斗会 理事長（～2020年8月）
- 1987年 12月 医療法人北斗会さわ病院 院長（～2008年8月）
- 2004年 6月   奈良県立医科大学 精神医学臨床教授（～2018年３月）
- 2005年 10月 日本精神科救急学会 理事長（～2012年10月）（2003年10月～2005年10月 副理事長、2013年10月～2014年９月 特別顧問、2014年9月～ 名誉会員）
- 2008年 9月   医療法人北斗会ほくとクリニック病院 院長（～2010年8月）
- 2010年 9月   医療法人北斗会さわ病院 院長（～2018年8月）
- 2020年 9月   社会医療法人北斗会 会長

## 受賞歴
- 1983年 三四会賞
- 2003年 藍綬褒章
- 2019年 三四会社会功労賞
- 2019年 瑞宝小綬章
- 2023年 全国保護司連盟理事長表彰

## 資格
- 日本医師会認定産業医
- 精神保健指定医
- 医療観察法判定医
- 日本精神神経学会　精神科専門医
- 日本精神神経学会　指導医
- 日本老年精神医学会　専門医
- 日本老年精神医学会　指導医
- 日本精神科救急学会　認定医・指導医

## 学会
- 日本精神科救急学会元理事長

## 関連人物
- 保崎秀夫
- 小此木啓吾